# الحب وكرة السلة (فلم)
الحب وكرة السلة (بالإنجليزية: Love & Basketball)، هُو فيلم رومانسي رياضي درامي أمريكي صدر سنة 2000، وهُو من إخراج وكتابة المُخرجة جينا برنس-بيثوود (في أول تجربة أخراجية لها). أنتج الفيلم سبايك لي وسام كيت، ومن بطولة سانا لاثان وعمر أيبس.
يحكي الفيلم قصة كيونسي ماك كول (يلعب دوره أيبس) ومونيكا رايت (تلعب دورها لاثان)، جيران في لوس أنجليس، كاليفورنيا، اللذان يلاحقان مهنة كرة السلة قبل أن يقعا في الحب أخيرًا.
حب وكرة السلة أُطلق في 21 أبريل من سنة 2000 في الولايات المتحدة الأمريكية، وحصل على مراجعات إيجابية من النقّاد مع ثناء موجّه لأداء الممثلين (خاصة أداء لاثان وأيبس)، وأيضًا للإخراج والنص والثقل العاطفي للفيلم. عدا عن ذلك حصد 27.7 مليون دولار حول العالم بميزانية إنتاج بلغت 14-20 مليون دولار.
بمرور السنوات، حصل الفيلم على متابعة خاصة، أثبت مكانة في ثقافات عديدة، وأسس نفسه باعتباره فيلمًا كلاسيكيًا.

## الحبكة
منذ الطفولة، أراد المراهقَين مونيكا رايت وكوينسي ماك كول أن يُصبحا نجوم كرة سلة محترفيَن، ولكن، باعتبارها فتاة كان على مونيكا أن تعمل بجد لتثبت نفسها، بينما باعتباره فتى فإن احتمالية نجوميته الطبيعية عُرفت وشُجعت مبكرًا. بينما كان على الاثنين أن يُصارعا للوصول لأهدافهما للعب باحترافية، كان عليهما أن يتعاملا مع مشاعرهما لبعضهما بعضًا.
أصبح الاثنان (مونيكا وكوينسي) حبيبَي طفولة في عام 1981، عندما انتقلت عائلة مونيكا من أتلانتا إلى لوس أنجليس، إلى منزل بجوار منزل عائلة كوينسي. والد كوينسي، زيكي، هو لاعب كرة السلة في لوس أنجليس كليبرز.
انجذب كوينسي ومونيكا لبعضهما على الفور، يجمعهما حب كرة السلة. كوينسي متعجب من أن فتاة يمكن لها أن تحب كرة السلة بالقدر نفسه الذي يحبها هو، وأصبح متعجبًا أكثر عندما هزمته مونيكا خلال أول لعبة أحادية لكرة السلة بينهما. أسقطها بغضب خلال تسجيله سلة، وجرح وجهها بالخطأ، تدخلت والدتهما فتصالح الاثنان. أثبتت مونيكا أنها أقوى مما يمكن لكوينسي تخيله في أيّ شخص آخر فتقرب وطلب منها أن تصبح حبيبته. وافقت مونيكا وتبادلا قبلتهما الأولى، ولكن لم يمضِ وقت طويل قبل أن يسبا بعضهما بعضًا، ويتدحرجا على العشب يتقاتلان مع فوز مونيكا الذي بدا واضحًا.
يبدأ الربع الثاني من القصة في 1988, عندما كان كل من مونيكا وكوينسي قادة فرق الرجال والنساء في مدرسة كرينشو. لاحظ الكشافة كوينسي والذي يعده الكثيرون إحدى أفضل الاحتمالات في البلد. كوينسي مشهور جدًا بين بقية الطلاب، يمكنه الحصول على أي فتاة يرغب فيها في المدرسة، ويواعد واحدة من أجمل الفتيات في مدرسته، ولكنه لا يزال صديقًا جيدًا وجارًا لمونيكا. مونيكا، من جهة أخرى، تصارع مع مشاعرها المشتعلة في الملعب، التي غالبًا ينتج عنها أخطاء فنية في اللحظات الحاسمة من الألعاب، ما يؤدي إلى الإضرار بفرص اكتشافها المحتملة من قبل جامعات مثل جامعة كاليفورنيا. كما أنها لا تزال تخفي مشاعرها تجاه كوينسي، لكنها تكافح للتعبير عنها نظرًا لأنه محاط بالفتيات الأخريات دائمًا. مونيكا تكافح أيضًا بسبب أمها، كاميل، التي تلح عليها بأن تترك كرة السلة وتتصرف كآنسة. خلال بحثها عن نفسها، تعلمت مونيكا أن تتحكم بمشاعرها وتقود فريقها إلى لعبة بطولة الولاية، ولكن عندما فشلت وفريقها، شعرت مونيكا بالإحباط.
بدأت مونيكا بالتعافي من خسارة هذا البطولة بمساعدة أختها الكبرى، لينا، التي ساعدتها على التجاوز، ووجدت لها صديقًا من الكلية يصحبها إلى رقصة الربيع. رغم أن كوينسي اصطحب شونا أستون إلى هذه الرقصة، فإن كوينسي لاحظ مونيكا وأطرى على مظهرها. لاحقًا في تلك الليلة، تحدثا خارج نافذتها واعترفا لبعضهما بعضًا كيف أن علاقتهما لم تجرِ كما شاءا. طلبت مونيكا من كوينسي أن يفتح لها رسالتها من جامعة USC، التي كان مضمونها أن مونيكا قد قُبلت. وأيضًا قُبل طلب كوينسي من الجامعة نفسها، واحتفلا بعد هذا بقبلة، ما أدى أخيرًا إلى تصرفهما بناءً على مشاعرهما، ومارسا الحب في تلك الليلة.

## وصلات خارجية
- الحب وكرة السلة  في قاعدة بيانات الأفلام على الإنترنت (بالإنجليزية)